# 토요타 소어러
토요타 소어러(Toyota Soarer)는 일본의 토요타가 생산했던 후륜구동 방식의 고급 쿠페 또는 컨버터블이다.

## 1세대(Z10)

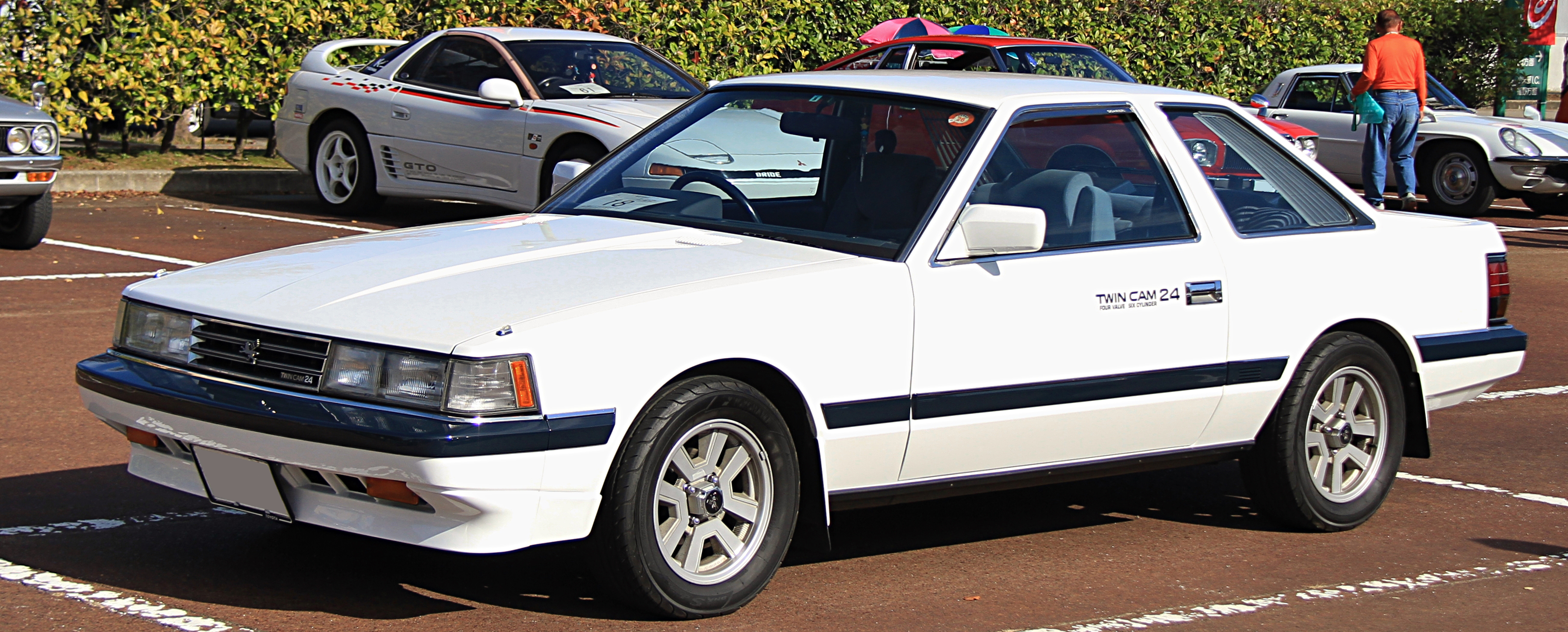
토요타 소어러 정측면

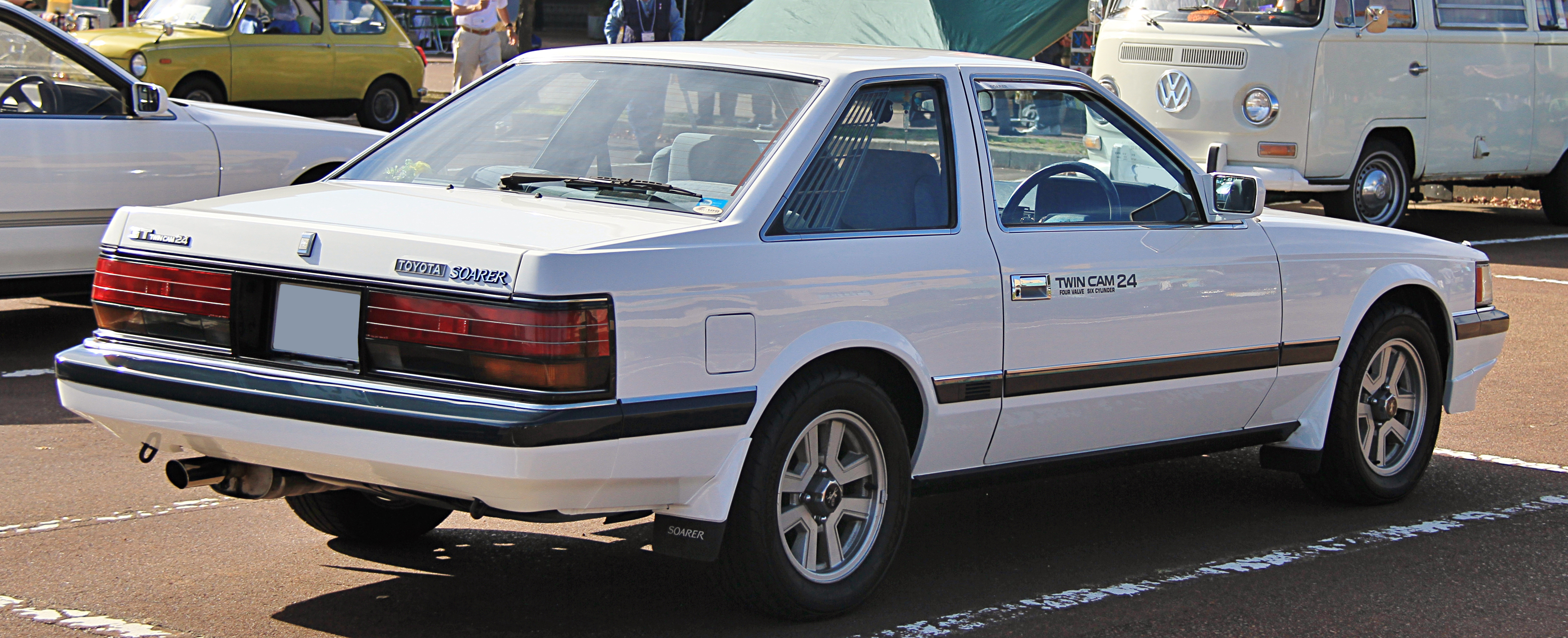
토요타 소어러 후측면

1980년대에는 이미 나온지 오래된 마쓰다 코스모가 있었고, 혜성같이 나타난 닛산 레오파드가 등장한 상태였다. 이에 토요타 자동차는 자신들만의 GT카의 개발에 대한 필요성을 느끼고 소어러의 개발을 시작하였고, 당시 고급 쿠페 시장이 붐을 일으킨 시점인 1981년 2월에 출시했다. 이때부터 코스모를 짓밟긴 했으나, 닛산 레오파드를 이길 수는 없었다.

## 2세대(Z20)

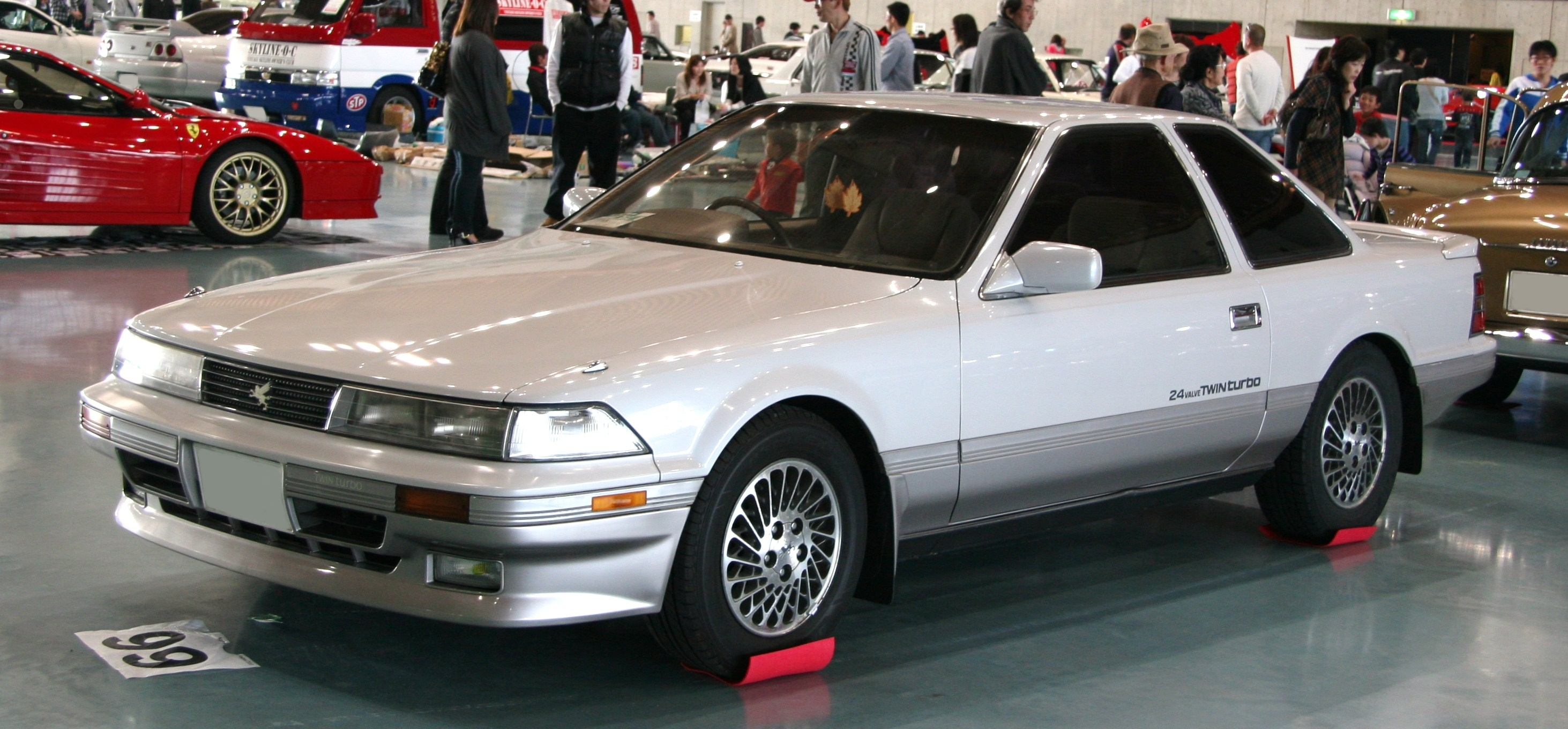
토요타 소어러 정측면

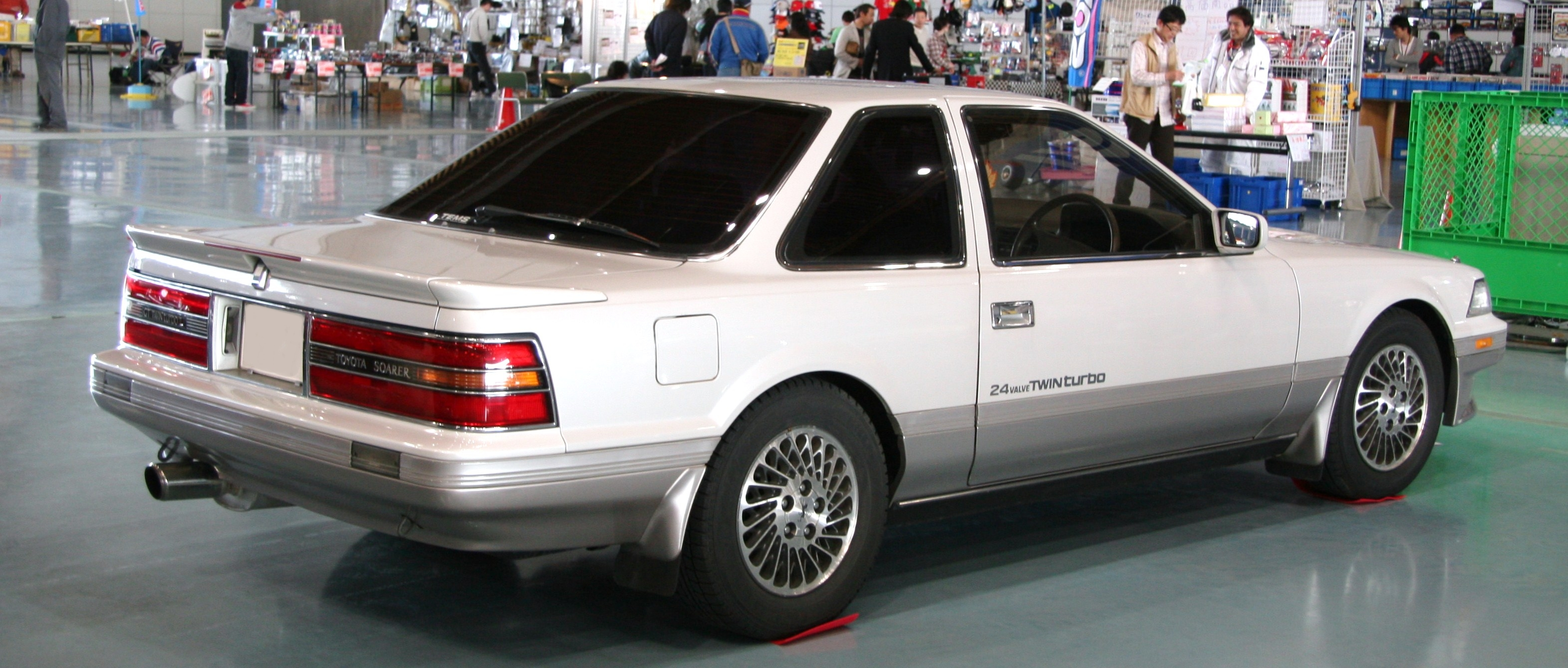
토요타 소어러 후측면

1986년 1월에 풀 모델 체인지를 거쳐 출시되었다. 라디에이터 그릴의 디자인 폭을 너무 줄여서인지 큰 주목을 받지 못하여 반감을 사게 된 탓에 여전히 닛산 레오파드를 뛰어 넘지 못해 판매가 부진하였다.

## 3세대(Z30)

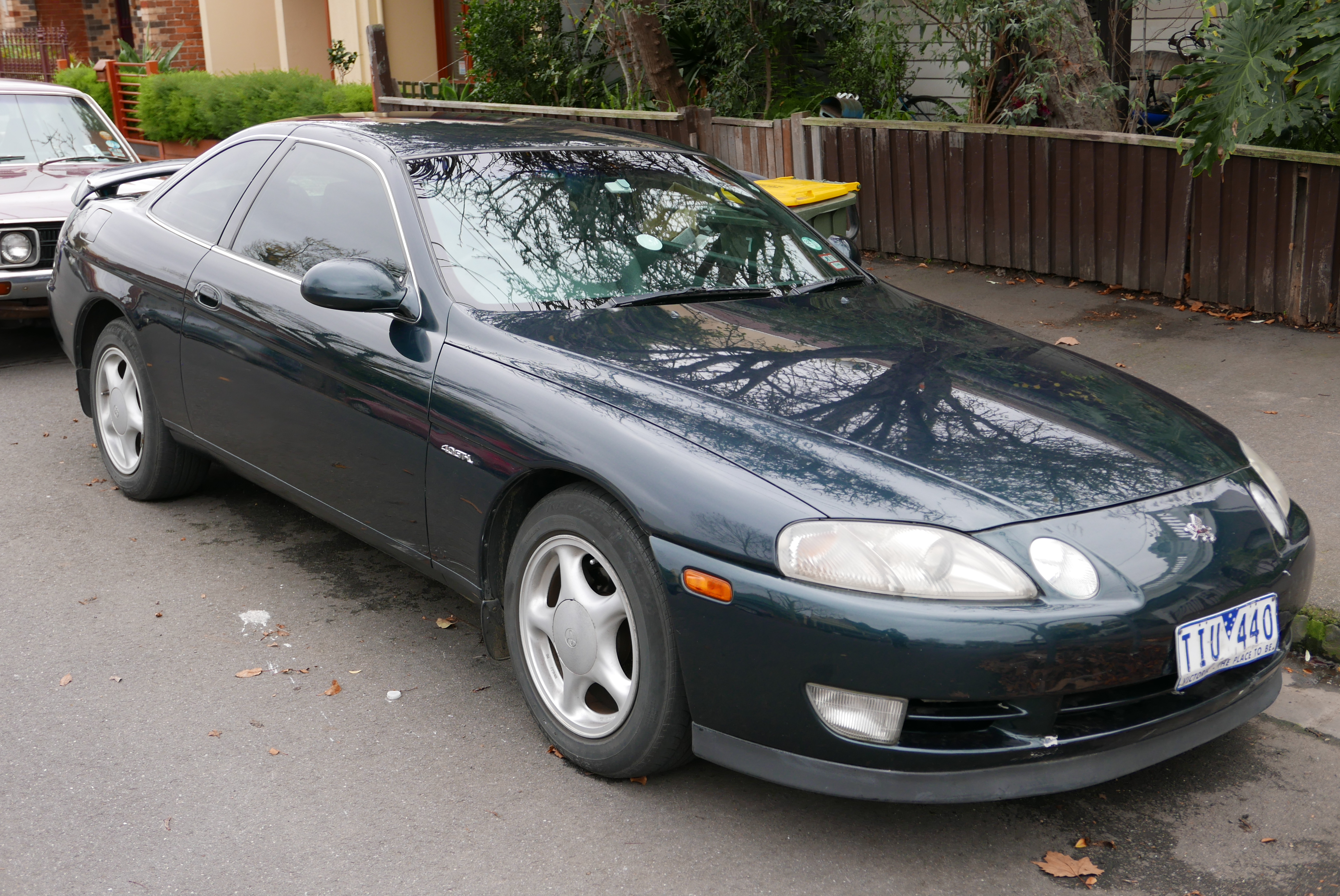
토요타 소어러 정측면

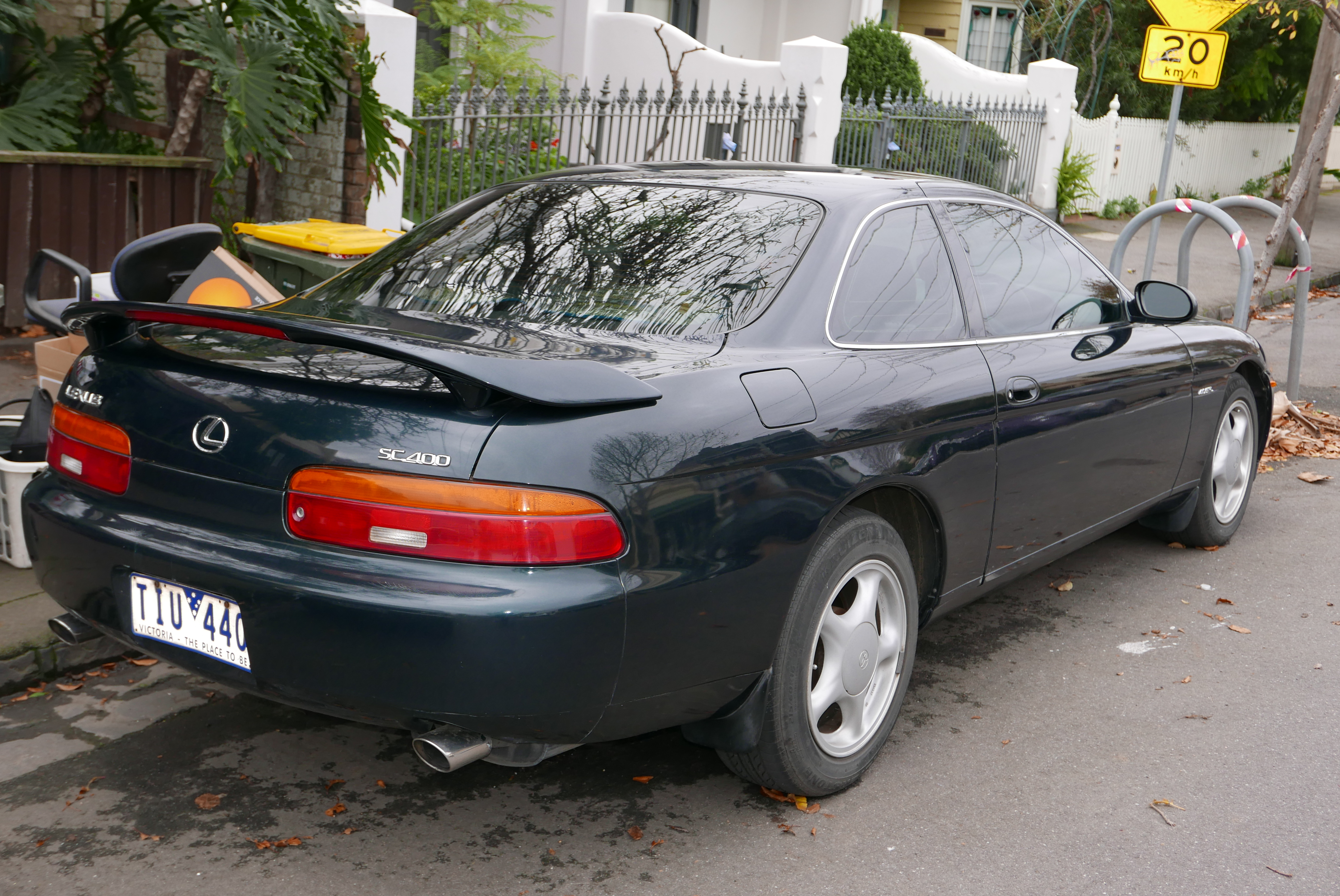
토요타 소어러 후측면

1991년에 선보였으며, 각진 디자인에서 유선형으로 탈바꿈함과 동시에 여러 편의 장비들이 대거 적용되었다. 해외에서는 렉서스 브랜드를 통해 1세대 SC로 판매되었다. 2000년 12월에 단종되었다.

## 4세대(Z40)

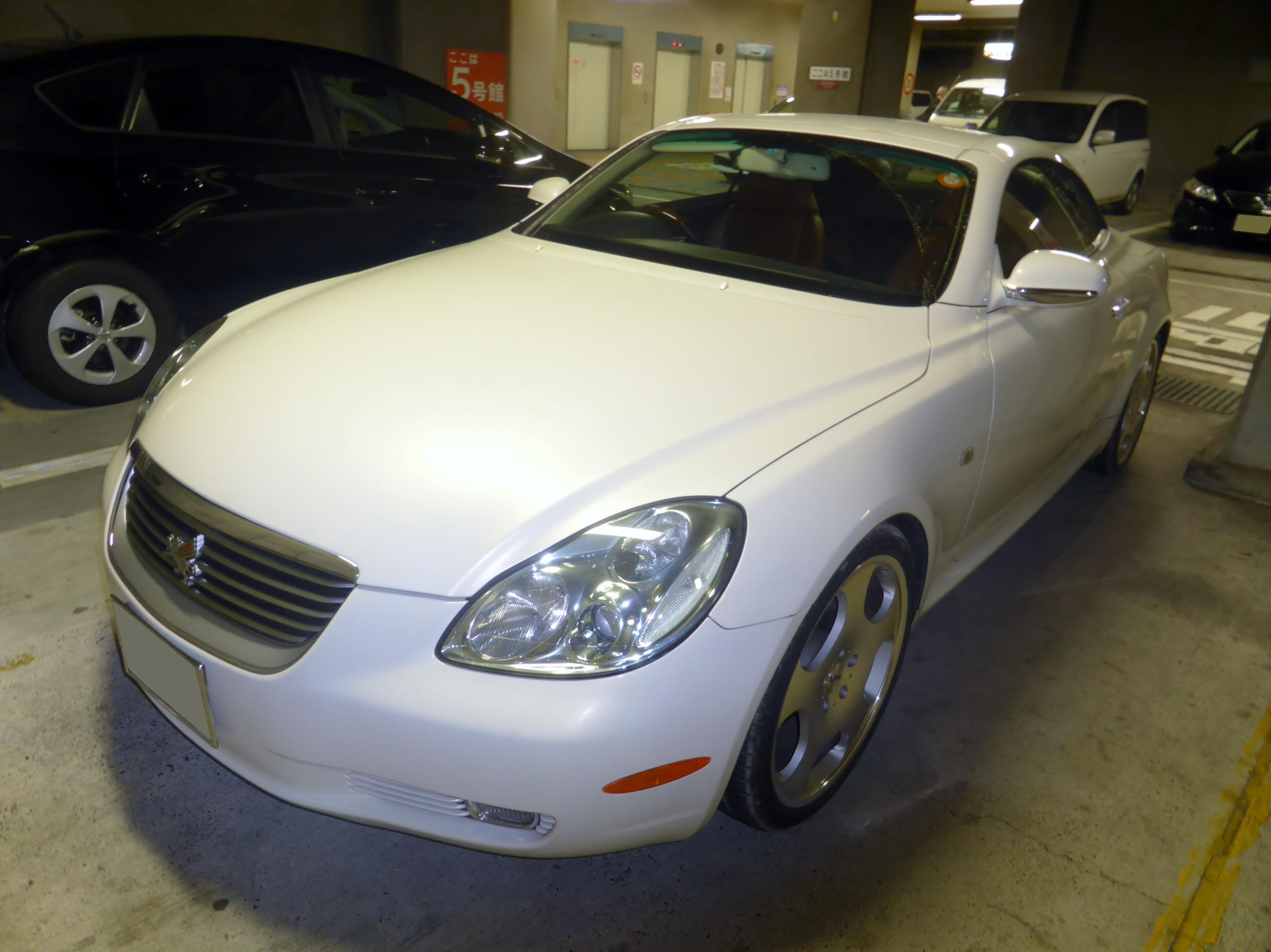
토요타 소어러 정측면

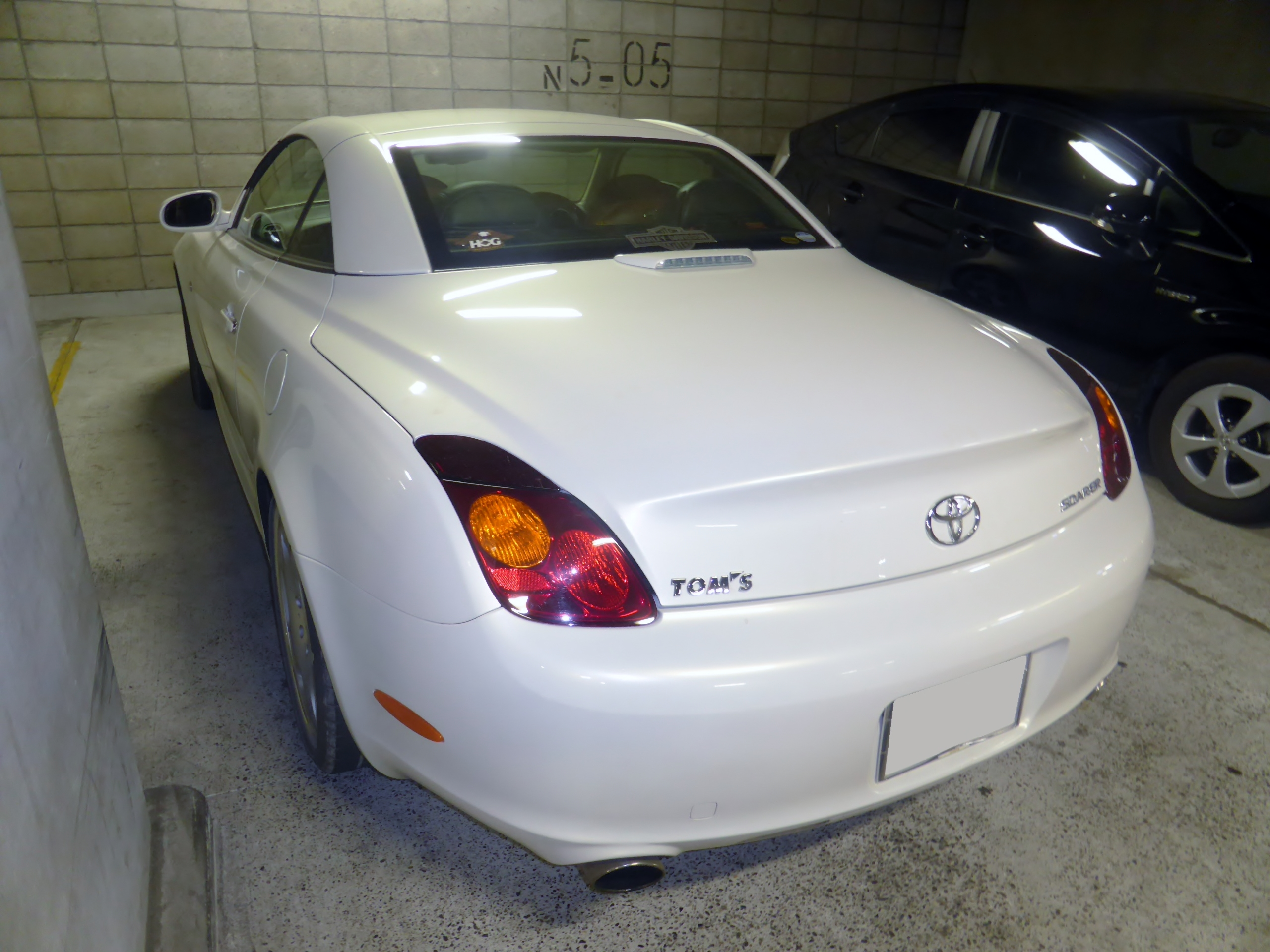
토요타 소어러 후측면

4세대는 전동 개폐식 알루미늄 하드 탑을 갖춘 컨버터블로 탈바꿈했다. 해외에서는 렉서스 브랜드를 통해 2세대 SC로 판매되었다. 2005년에 일본에서도 렉서스가 런칭됨에 따라 해외와 동일하게 렉서스 SC로 판매가 시작됨에 따라 소어러라는 차명은 소멸되었다.